# Filzhof
Filzhof ist ein Stadtteil von Grafing bei München im oberbayerischen Landkreis Ebersberg. 

## Lage
Der Weiler liegt circa vier Kilometer südöstlich von Grafing.